# Silnice I/51
Die Silnice I/51 (tschechisch für: „Straße I. Klasse 51“) ist eine tschechische Staatsstraße (Straße I. Klasse).

## Verlauf
Die kurze Straße beginnt am westlichen Rand von Hodonín (Göding), wo sie von der Silnice I/55 abzweigt, und führt zur March (Morava), die hier die Grenze zur Slowakei bildet. Jenseits der March setzt sie sich als slowakische Cesta I. triedy 51 fort, die über die Stadt Holíč (Holitsch) nach Trnava (Tyrnau) weiterführt.
Die Gesamtlänge der Straße beträgt 3,217 Kilometer.